# Majkl Dž. Long
Majkl Dž. Long (engl. Michael G. Long) je profesor religije i studija o miru i konfliktu na Univerzitetu Elizabethtown College u gradu Elizabethtown, Pensilvanija, SAD.

## Karijera
Dr Long je objavio mnoge radove o Martinu Luteru Kingu, Pokretu za građanska prava, Biliju Grejemu, i hrišćanskom životu. Jedan od novijih naslova, First Class Citizenship: The Civil Rights Letters of Jackie Robinson (Prvoklasno građanstvo: Pisma Džekija Robinsona u Pokretu za građanska prava), osvojio je naklonost mnogih kritičara. Njegova poslednja knjiga nosi naziv Marshalling Justice: The Early Civil Rights Letters of Thurgood Marshall (Maršal pravde: Pisma Turguda Maršala u početnim danima Pokreta za građanska prava). Trenutno je u pripremi Christian Peace and Nonviolence: A Documentary History (Hrišćanski mir i nenasilje: Dokumentarna istorija), čije je objavljivane predviđeno za april 2011. godine.

## Obrazovanje
- Diplomirao na Univerzitetu Geneva College 1985.
- Master iz teologije sa Lutheran Theological Seminary at Gettysburg 1990.
- Doktorat sa Univerziteta Emory 2000.

## Objavljena dela
- Marshalling Justice: The Early Civil Rights Letters of Thurgood Marshall (Amistad/HarperCollins, January 2011)
- Resist! Christian Dissent for the Twenty-first Century (Orbis Books)
- The Legacy of Billy Graham: Critical Reflections on America's Greatest Evangelist (Westminster John Knox Press, 2008)
- First Class Citizenship: The Civil Rights Letters of Jackie Robinson (Times Books/Henry Holt, 2007)
- God and Country: Diverse Perspectives on Christianity and Patriotism (Palgrave Macmillan, 2007)
- Billy Graham and the Beloved Community: America's Evangelist and the Dream of Martin Luther King, Jr. (Palgrave Macmillan, 2006)
- Martin Luther King, Jr. on Creative Living (2004)
- Against Us, But for Us: Martin Luther King, Jr., and the State (2002)

## Spoljašnje veze
- Zvanična stranica Elizabethtown College